# Diskless Remote Boot in Linux
DRBL (Diskless Remote Boot in Linux), arranque (português europeu) ou inicialização (português brasileiro) remota sem disco em Linux é um servidor NFS-/NIS que proporciona um ambiente sem disco ou sem sistema para as máquinas clientes de uma rede de computadores.
Pode ser usado para:
- máquinas de clonagem com o software Clonezilla embutido,
- provendo uma instalação de rede de distribuições Linux como Fedora, Debian, etc.,
- fornecendo máquinas via boot PXE (ou meios similares) com um sistema operacional de pequeno porte (por exemplo, DSL, Puppy Linux, FreeDOS)

Formas de fornecer um servidor DRBL:
- Através da instalação em uma máquina rodando uma distribuição Linux compatível via script de instalação;
- Através de um Live CD.

É possível instalar em uma máquina que já possua uma distro Linux instalada como Debian, Ubuntu, Mandriva, Red Hat Linux, Fedora, CentOS ou OpenSUSE. Diferente do LTSP, ele utiliza recursos de hardware distribuídos e torna possível para os clientes acessarem totalmente o hardware local, tornando possível usar máquinas de servidor com menos poder. Ele também possui o Clonezilla, um utilitário de clonagem de discos e partições similar ao Norton Ghost.
O DRBL está sob os termos da licença GNU GPL que permite o usuário modificar seu código fonte para customizá-lo.

## Características
Clonagem de disco
O Clonezilla (empacotado com DRBL) usa o Partimage, para evitar copiar o espaço livre, e o gzip, para compactar as imagens do disco rígido. A imagem armazenada pode então ser restaurada para várias máquinas simultaneamente usando pacotes multicast, assim reduzindo bastante o tempo necessário para obter um grande número de computadores clonados. O DRBL Live CD permite que você faça tudo isso sem instalar algo em qualquer uma das máquinas, simplesmente inicializando uma máquina (o servidor) através do CD e inicializando o restante das máquinas através do PXE.
Cliente Híbrido
Um cliente híbrido é uma excelente forma de utilizar um hardware antigo. Usar hardware antigo como cliente magro é uma boa solução, mas tem algumas desvantagens que um cliente híbrido pode compensar:
- Streaming de áudio/vídeo - Um servidor terminal deve descompactar, recomprimir e enviar vídeo para o cliente pela rede. Um híbrido faz toda a descompactação localmente e pode fazer uso de quaisquer recursos de hardware gráfico na máquina local.
- Software que requer entrada em tempo real - Como todas as entradas em um cliente magro são enviadas pela rede antes de serem registradas pelo sistema operacional, pode haver um atraso considerável.  Este é um grande problema em softwares que requerem entrada em tempo real (por exemplo, videojogos ). Clientes híbridos executam o software localmente e, como tal, não apresentam esse problema.

O DRBL permite configurar vários clientes híbridos com certa facilidade.

## Como funciona
O computador cliente é configurado para inicializar a partir da placa de rede usando PXE ou Etherboot. O cliente solicita um endereço IP do servidor DHCP e baixa via TFTP a imagem para inicializar, ambos DHCP e TFTP são fornecidos pelo servidor DRBL. O cliente inicializa o initrd fornecido pelo servidor DRBL via TFTP e continua a montar um compartilhamento NFS (também fornecido pelo servidor DRBL) como sua partição raiz (/). A partir daí, o cliente inicializa a distribuição Linux na qual o servidor DRBL está instalado, o Clonezilla ou um instalador para várias distribuições do Linux, dependendo de como esse cliente específico foi configurado no servidor DRBL.
Todos os recursos do sistema residem na máquina local, exceto o armazenamento, que reside no servidor DRBL.

## Chaves para um ambiente de cliente híbrido bem-sucedido com o DRBL
O principal gargalo em uma instalação DRBL está entre o armazenamento no servidor DRBL e a máquina cliente.  Armazenamento rápido no servidor (RAID) e uma rede rápida (Gigabit Ethernet) são ideais neste tipo de ambiente.